# Sauvagnon
Sauvagnon ist eine französische Gemeinde mit 3.542 Einwohnern (Stand: 1. Januar 2022) im Départements Pyrénées-Atlantiques in der Region Nouvelle-Aquitaine. Sie ist sie dem Kanton Terres des Luys et Coteaux du Vic-Bilh (bis 2015: Lescar) und dem Arrondissement Pau zugeteilt. Die Einwohner werden Sauvagnonnais genannt.

## Geografie
Sauvagnon liegt etwa zwölf Kilometer nördlich von Pau am Fluss Luy de Béarn. Umgeben wird Sauvagnon von den Nachbargemeinden Doumy im Norden, Navailles-Angos im Osten und Nordosten, Serres-Castet im Osten und Südosten, Lescar im Süden, Uzein im Westen sowie Caubios-Loos im Nordwesten.
Ein Teil des Flughafens von Pau liegt im südwestlichen Gemeindegebiet. Durch Sauvagnon führt die frühere Route nationale 134 (heute D834). 

## Bevölkerungsentwicklung
| Jahr      | 1936 | 1946 | 1954 | 1962 | 1968 | 1975 | 1982 | 1990 | 1999 | 2006 | 2012 |
| --------- | ---- | ---- | ---- | ---- | ---- | ---- | ---- | ---- | ---- | ---- | ---- |
| Einwohner | 550  | 481  | 556  | 583  | 635  | 998  | 1697 | 1970 | 2351 | 2791 | 3083 |

## Sehenswürdigkeiten
Die Kirche Sainte-Marie-Madeleine wurde 1852 erbaut.